# Ecoul
Ecoul este un film românesc din 2001 regizat de Alexandru Boiangiu.